# Juan José Calderón
Juan Calderón (nacido el 17 de febrero de 1991 en Tlajomulco de Zúñiga, Jalisco) es un futbolista mexicano que juega en la posición de Centrocampista en el equipo de Las Vegas Lights FC en la USL, aunque menos conocido que su hermano Néstor Calderón ha demostrado tener talento y se ha ganado algunos minutos en el máximo circuito.
Juan Calderón es un jugador surgido del equipo de su poblado natal dentro de la Tercera División de México, debutando en Primera División con Toluca el 11 de septiembre de 2011 en un partido contra Xolos, correspondiente a la fecha 8 del torneo Apertura 2011 estando su hermano Néstor en la cancha.

## Clubes
| Club                   | País           | Año             | Partidos | Goles |
| ---------------------- | -------------- | --------------- | -------- | ----- |
| Deportivo Toluca       | México         | 2011 - 2012     | 3        | 0     |
| Club León              | México         | 2012 - 2013     | 8        | 1     |
| Club de Fútbol Pachuca | México         | 2013            | 3        | 0     |
| Linces de Tlaxcala     | México         | 2014            | 15       | 2     |
| Coyotes de Tlaxcala    | México         | 2014 - 2016     | 57       | 20    |
| Venados de Mérida      | México         | 2016 - 2017     | 10       | 1     |
| Las Vegas Lights FC    | Estados Unidos | 2018 - Presente | 3        | 0     |

- Estadísticas en la máxima categoría del club (liga + copa)